# Bembibre
Bembibre es un municipio y villa española de la provincia de León, en la comunidad autónoma de Castilla y León. El término municipal, situado en la comarca de El Bierzo, cuenta con una población de 8158 habitantes (INE 2024). 
El ayuntamiento tiene su sede en la localidad de Bembibre que, en los últimos siglos, tuvo cierta importancia gracias a la actividad minera (carbón y hierro) e, históricamente, a su posición como lugar de tránsito y cabecera del Señorío de Bembibre.

## Toponimia
El nombre procede del prerromano Paemeióbriga. Hay indicios que indican la ciudad romana de Interamnium Flavium se encontraba en lo que hoy es Bembibre o sus cercanías, aunque no es concluyente. Sus habitantes en el 15 a. C. aparecen como castelani paemeiobrigenses ex gente susarrorum (castreños paemeiobrigenses de la gentilidad -tribu- de los susarros) en el Bronce de Bembibre hallado en la zona. «Benevivere», 'lugar de bien vivir', es una etimología medieval sin fundamento.

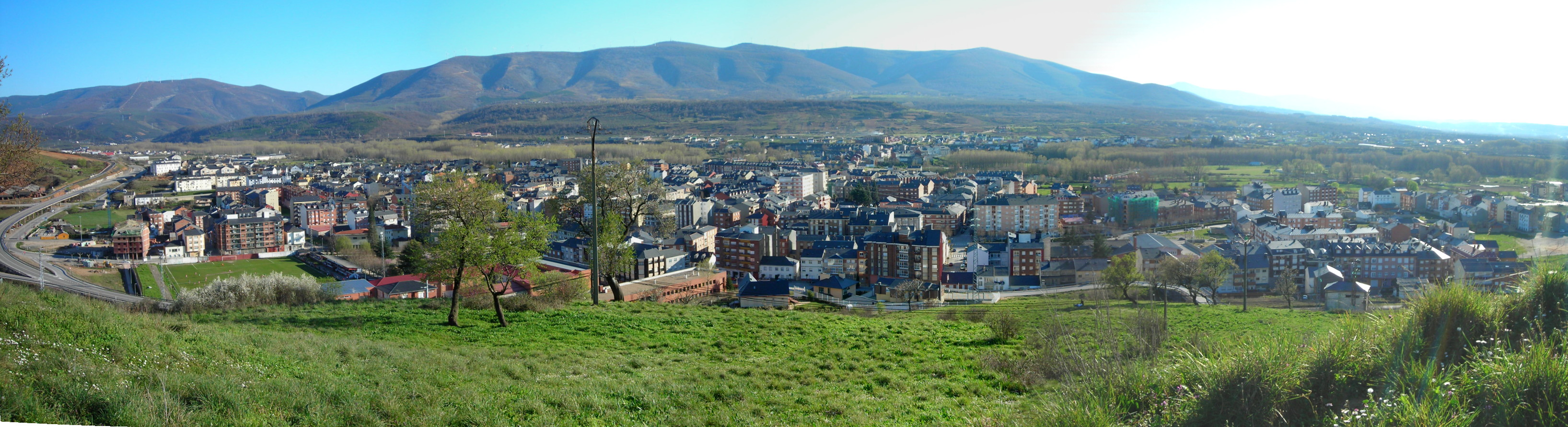
Vista panorámica de la Villa de Bembibre

## Geografía
Integrado en la comarca de El Bierzo, se sitúa a 97 km de la capital provincial. El término municipal está atravesado por la autovía del Noroeste A-6 entre los pK 367 y 374 y por la antigua carretera N-VI. 

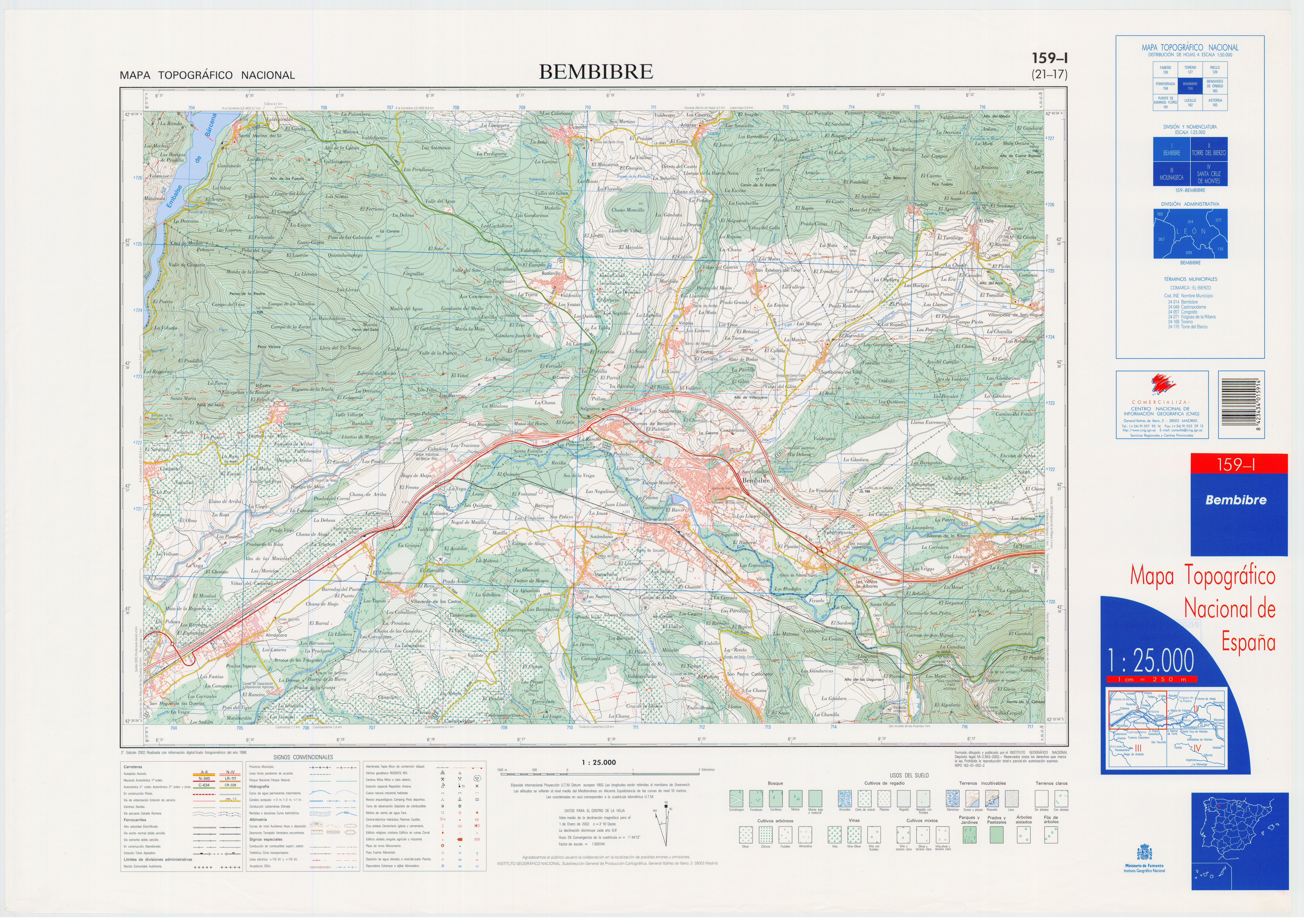
Hoja 159-I – Bembibre del Mapa Topográfico Nacional de España 1:25.000, año 2002, que cubre parte del T.M.

El relieve del territorio está caracterizado por el valle del Boeza, río que discurre de este a oeste por el sur de la localidad, y por las montañas que lo circundan por el norte, sorteando el curso del río Noceda, que desciende de esa población y desemboca en el Boeza en San Román de Bembibre. El pueblo se alza a 664 m sobre el nivel del mar, pero por el norte se inicia el lento ascenso hacia la sierra de Gistredo. Estas montañas albergan los recursos mineros que caracterizan a la comarca, alcanzando en el municipio una altura máxima de 959 m (Alto de Valdegalén).
| Noroeste: Toreno       | Norte: Noceda del Bierzo | Noreste: Folgoso de la Ribera |
| Oeste: Congosto        |                          | Este: Folgoso de la Ribera    |
| Suroeste: Castropodame | Sur: Castropodame        | Sureste: Torre del Bierzo     |

## Historia

### Prehistoria
Los primeros vestigios de la presencia humana en el municipio de Bembibre se remontan al Paleolítico Inferior, ya que se han encontrado piezas líticas (bifaces, hendedores, raederas...) en el yacimiento de El Parral, en San Román de Bembibre. Dichos restos han sido encuadradas en la época achelense, en torno al año 300 000 a. C. y corresponderían a artefactos tallados a partir de cantos rodados o bloques de cuarcita mediante el método Levallois por grupos de Homo heidelbergensis que, ubicados cerca de los cauces fluviales y, por tanto, en el valle del río Boeza, se dedicaban a la caza, la recolección de frutos silvestres y al carroñeo.

### Época astur
Ya en la época prerromana, cuando las tribus astures poblaban la zona, se ha podido atestiguar la presencia humana en el actual municipio de Bembibre, al haberse recuperado puntas de flecha de esta época en las proximidades de Santibáñez del Toral, habiendo aparecido asimismo gran cantidad de puntas de bronce de enmangue tubular que han sido datadas en torno al siglo VIII a. C. en el paraje de El Majuelo, en Bembibre. Por otro lado, también se ha atestiguado la aparición de puntas de lanzas de la Edad del Bronce en el paraje de la Corona del Gelón de Bembibre, época que estuvo marcada en la zona por el desarrollo de la cultura castreña dentro de la sociedad astur, habiéndose consignado la Carta arqueológica de la provincia de León diversos castros de esta época en el valle del Boeza.
En el área de Bembibre habitaba en esta época la tribu astur cismontana de los susarros, cuyo territorio se extendía en torno al asentamiento de Paemeiobriga, cuya ubicación exacta algunos autores la sitúan en San Román de Bembibre o en Bembibre, si bien otros la sitúan fuera del actual término municipal bembibrense.

### Época romana

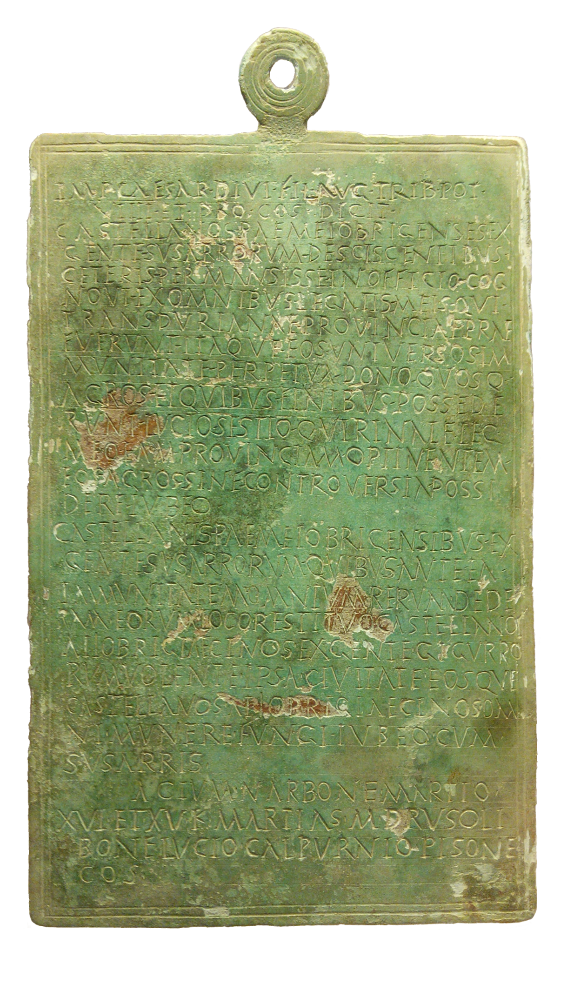
Bronce de Bembibre, edicto dictado por el emperador romano Augusto

La conquista de Castro Bergidum por parte de los ejércitos romanos y la posterior victoria de éstos en la batalla del Monte Medulio, conllevó la derrota de los astures en las guerras cántabras, que se hizo definitiva tras aplacar las tropas romanas las últimas escaramuzas astures en el año 19 a. C. Este hecho supuso que el actual término de Bembibre quedase bajo dominio del Imperio Romano. No obstante, cabe señalar que la tribu astur de los susarros que poblaba el actual municipio bembibrense no se levantó en armas contra los romanos, lo que propició que en el año 15 a. C. el emperador Augusto firmase el Bronce de Bembibre, edicto en el que se concedía al pueblo susarro inmunidad y se le permitía mantener sus tierras debido a que se habían mantenido fieles durante las guerras.
Por otro lado, la antigua vía romana conocida como Vía Nova, que unía Astorga con Braga, atravesaba el valle del Boeza pasando por Interamnium Flavium, enclave mencionado en el Itinerario de Antonino, que parte de la historiografía situó tradicionalmente en Bembibre. Sin embargo, algunas investigaciones proponen que Interamnium no consistía en un asentamiento único, sino en un conjunto de yacimientos y lugares de ocupación dispersos en el entorno de Bembibre, en el caso de Interamnium Flavium, al igual que se propone para Bergidum Flavium y Cacabelos. En este sentido, y respecto a Interamnium Flavium, se conocen varios asentamientos en dicho espacio que formarían un agrupamiento poblacional relativamente disperso: las Murielas de Almázcara, Santa Eulalia, el Gatón, restos localizados en el polígono industrial El Parral de San Román de Bembibre, además de otros lugares localizados en el entorno de esta localidad.
Finalmente se puede concluir, al igual que hace Díaz Carro, que la mansión romana Interamnium Flavium (mansio) se asentaba en la zona de Bembibre, incluso en la Villa Vieja o aledaños, aun cuando hoy en día no sea posible determinar su ubicación exacta. Esta circunstancia, junto con el tránsito de personas, bienes, ideas y conocimiento sobre las vías romanas, como la Vía XVIII, así como la existencia de diversas explotaciones mineras de oro romanas, explotaciones auríferas, en el entorno de Bembibre, como Castropodame, denota la presencia e influencia que en la población debió ejercer la cultura del imperio romano.

### Edad Media

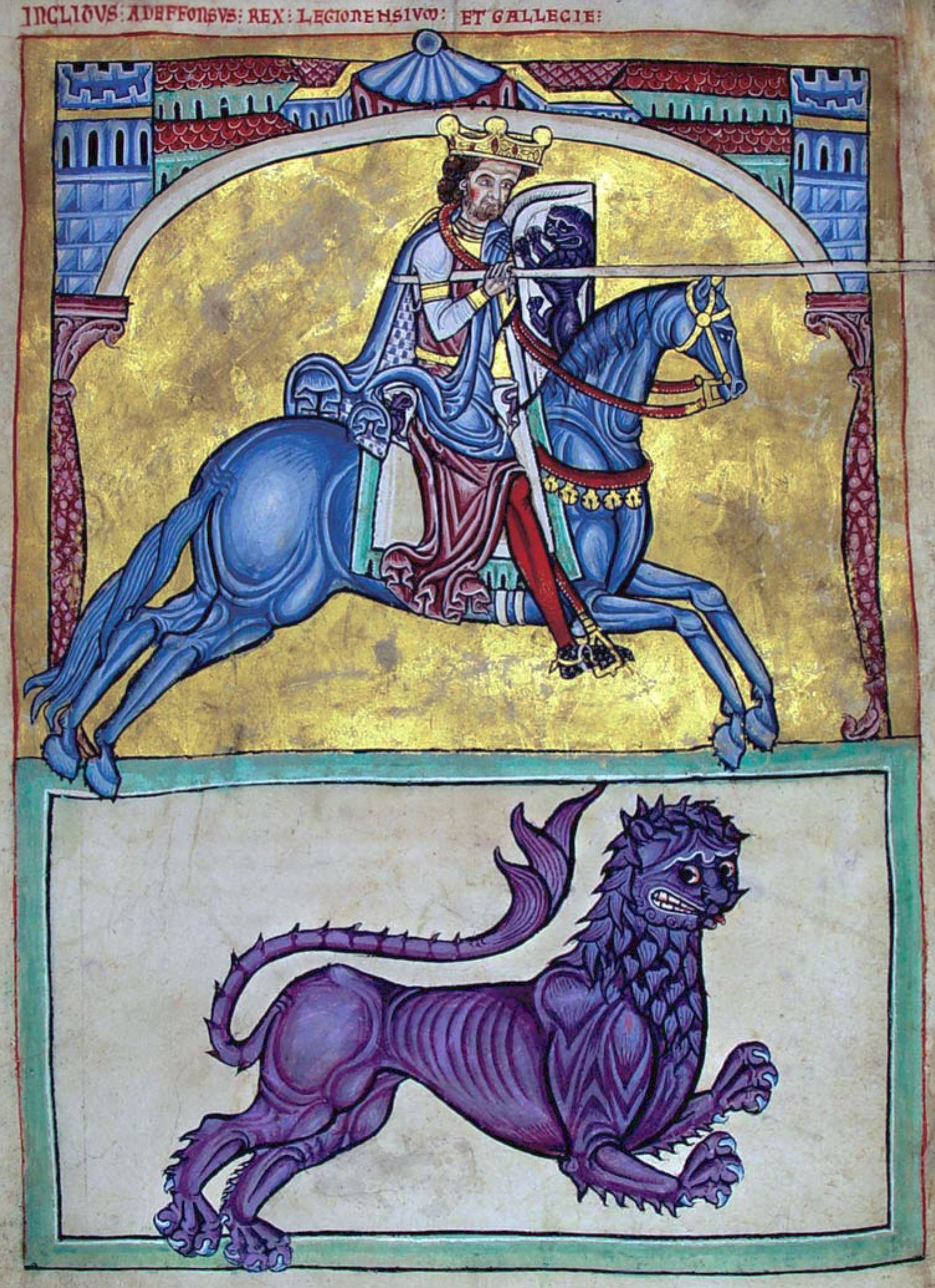
Alfonso IX de León concedió fuero propio a Bembibre en 1198

No obstante, en lo que concierne a la fundación de las localidades que forman el municipio de Bembibre, esta se dataría en la Edad Media, habiéndose integrado su territorio en el reino de León desde la creación de éste en el año 910, en cuyo seno se habría acometido su fundación o repoblación.
Ya en el siglo XII, a partir del reinado de Alfonso VI de León, se produce una profunda reorganización del territorio berciano en tenencias y merindades. En este proceso, el valle del Boeza se integró mayoritariamente dentro de la tenencia del Boeza (que se extendía sobre las faldas de los Montes de León y los valles de los ríos Boeza, Tremor y Noceda), de la cual se tiene noticia, por primera vez, en 1124 (durante el reinado de Urraca I de León), cuando estaba en manos del conde Suero Bermúdez. Sin embargo, se conserva poca documentación acerca de las personas que estuvieron al frente de la tenencia del Boeza, debiendo esperarse casi medio siglo para encontrar la segunda referencia al tenente del Boeza, en concreto hasta 1181 en que lo era Guterro, y su mayorino Pelagio Johannis de Quintanella. Por otro lado, en 1187 se recoge en la documentación que Velasco Fernandi es tenente Bergidum et Bueza (es decir, tenente de El Bierzo y Boeza), afirmación que daba a entender que ambas tenencias gozaban de la misma relevancia. En cuanto al centro de gobierno de esta circunscripción, aunque no es mencionado en los documentos, probablemente se situase en el castillo de Bembibre, ya que suponía un punto estratégico inmejorable de control del valle del Boeza, hipótesis que podría estar respaldada por el hecho de que en 1222 se hallasen unificados en una misma tenencia o circunscripción “la villa de Bembibre y el territorio Boeza”, desempeñando el cargo, bajo el reinado de Alfonso IX de León, el noble Pedro Fernández de Tiedra.
En 1170, el rey Fernando II de León donó a la diócesis de Astorga diversas propiedades en el territorio de Boeza, en localidades como Rodanillo, o la propia villa de San Román de Bembibre, a la que el obispo astorgano dotó de fueros propios en 1180.
Por su parte, en 1198, el rey Alfonso IX de León concedió fuero propio a Bembibre, lo que otorgó a este burgo el control administrativo y económico de la cuenca del Boeza, quedando supeditadas posteriormente a dicha localidad los pueblos del actual municipio.
Sin embargo, esta concesión de fuero creó ciertas tensiones con la Iglesia, que veía puesto en entredicho su dominio señorial sobre el valle del Boeza, al estar rodeado Bembibre por el sur y el oeste de localidades que pertenecían al obispado de Astorga, y por el flanco oriental con otras que pertenecían al monasterio de Carracedo. Para aplacar las tensiones con la Iglesia, al año siguiente de conceder el fuero a Bembibre, Alfonso IX donó al Obispado de Astorga la iglesia de San Pedro de Bembibre, reservando únicamente al obispo la potestad de fundar o construir otras iglesias en la villa.
No obstante, esto no evitó la desaparición completa de tensiones entre diócesis y concejo, que se saldaron con la firma de una concordia entre ambas instituciones en 1200, mediante la cual el concejo bembibrense reconocía a la catedral de Astorga los derechos del cobro de la tercia de los diezmos de pan, vino, lino y legumbres. Por su parte, para compensar la pérdida de estas rentas, el rey Alfonso IX de León intervino para conceder al concejo de Bembibre la Tenencia de Ulver, apareciendo al frente de la misma en los primeros años del siglo XIII. De este modo, durante el reinado de Alfonso IX Bembibre se perfila como un destacado centro económico y político de la zona, articulándose la nueva villa en torno a la fortaleza que se elevaba en un extremo de la conocida como villa vieja, conservándose restos de la muralla y fortaleza, conocida hoy como «el palacio», por la función que ejerció durante la Baja Edad Media, cuando Bembibre se convirtió en un señorío nobiliario.
Posteriormente, ya en el siglo XV, con la reducción de ciudades con voto en Cortes a partir de las Cortes de 1425, las localidades del actual municipio de Bembibre pasaron a estar representadas por León en las Cortes de la Corona, lo que les hizo formar parte de la provincia de León en la Edad Moderna, situándose dentro de ésta en el partido de Ponferrada.

### Edad Moderna

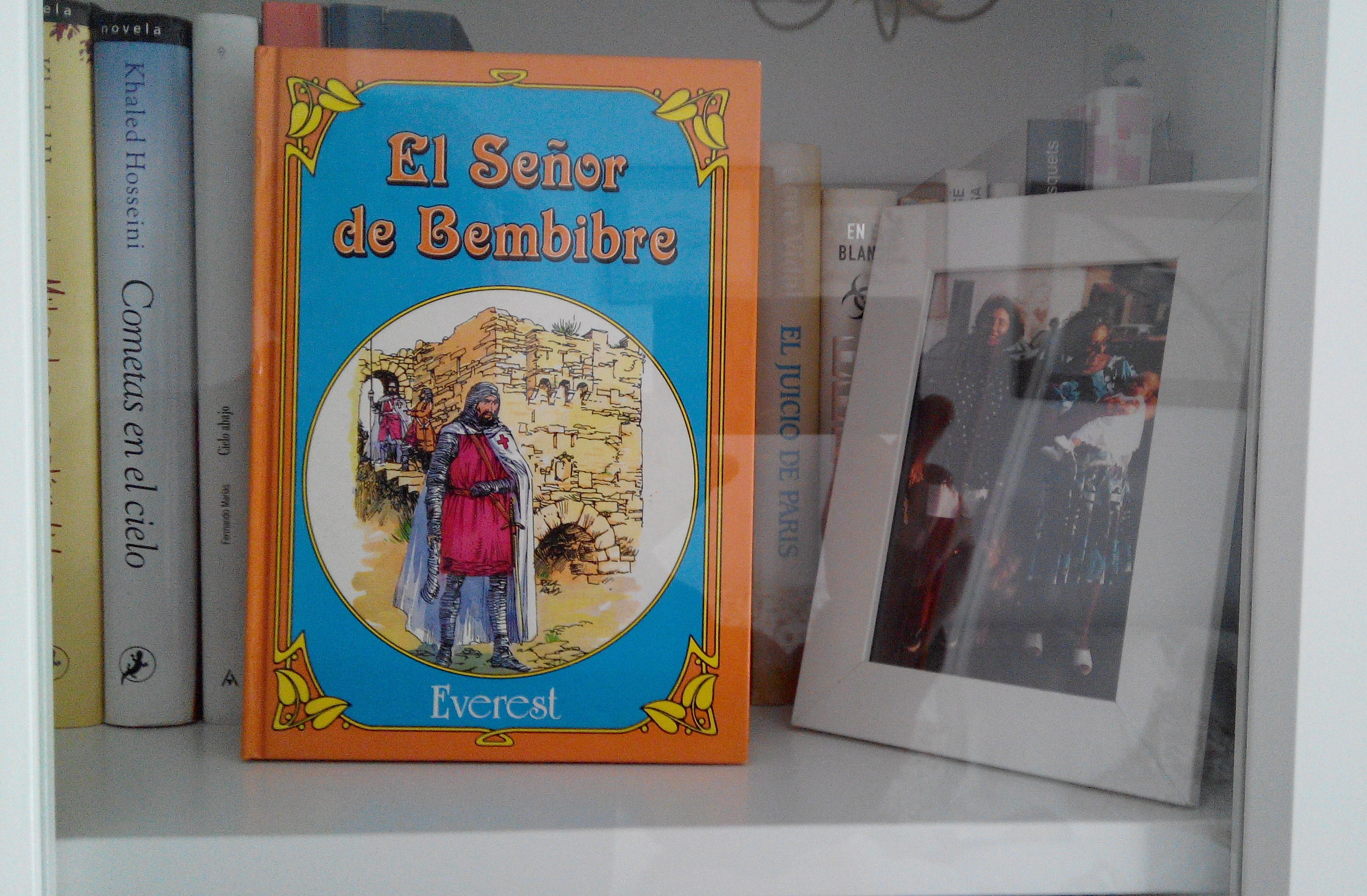
El Señorío de Bembibre sirvió como inspiración a Gil y Carrasco para su obra El señor de Bembibre, adaptada posteriormente a múltiples formatos

Durante la Edad Moderna, la villa de Bembibre encabezó un señorío al que daba nombre, del que formaban parte el valle del río Noceda y el del Tremor, y que se extendía desde La Peña de Congosto hasta los Altos de Brañuelas. Este señorío inspiró posteriormente a Enrique Gil y Carrasco para elaborar su novela El Señor de Bembibre, publicada en 1844.
Por otro lado, debido a la adscripción territorial al reino leonés del territorio de Bembibre desde la Alta Edad Media, durante toda la Edad Moderna las localidades que integran el municipio formaron parte de la jurisdicción del Adelantamiento del reino de León.

### Edad Contemporánea
Guerra de la Independencia

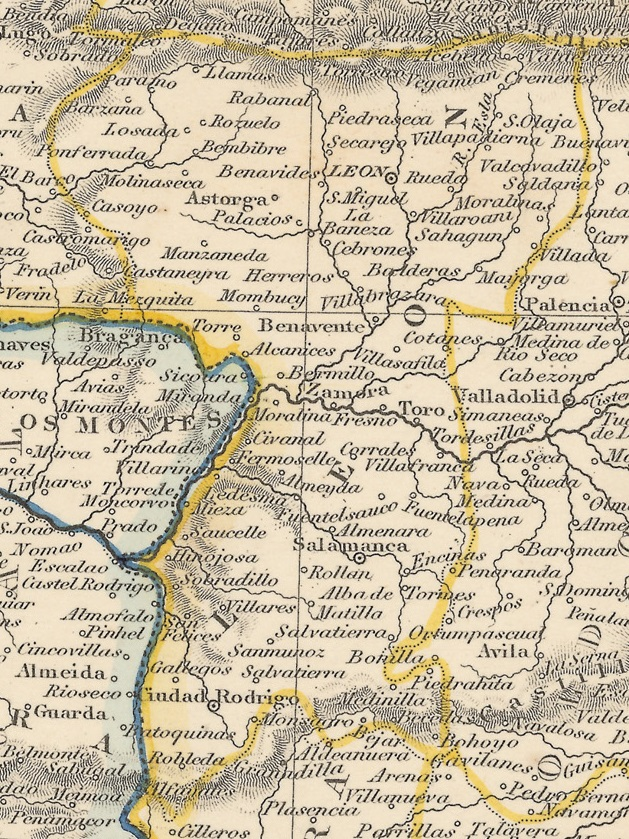
Detalle del mapa Spain and Portugal, realizado en 1850 por J. Dower, en el que se puede observar Bembibre

El inicio del siglo XIX viene marcado por la guerra de la Independencia española, entre 1808 y 1814, unos acontecimientos inscritos en las guerras napoleónicas y que producirán en Bembibre unos episodios de bandolerismo y saqueos protagonizados por el ejército inglés de Sir John Moore y los dragones franceses del general Colbert, que los acosaban en su precipitada retirada hacia La Coruña, siendo Bembibre «principal y horroroso teatro de sus excesos», de las tropelías de la soldadesca inglesa, y, posteriormente, de las tropas francesas, que ocuparan la villa para proteger las comunicaciones de los ejércitos franceses con Astorga y, simultáneamente, perseguir la resistencia de la Junta Superior del Reino de León, Consejo Supremo del Reino de León o Junta Suprema de León.
Las divisiones provinciales del XIX
El siglo XIX trajo consigo la reforma de la división provincial en España. Así, en 1821 las localidades del municipio de Bembibre pasaron a formar parte de la recién creada provincia de Villafranca, si bien al perder esta su estatus provincial al finalizar el Trienio Liberal, en la nueva división provincial de 1833 quedaron adscritas a la provincia de León, manteniendo no obstante su adscripción a la Región Leonesa.
La Revolución de octubre de 1934
El inicio del siglo XX viene igualmente marcado por acontecimientos nefastos para la villa de Bembibre, acontecimientos precedidos por la Huelga general en España de 1917, y que, tras la proclamación de la II República Española en 1931, y en un clima dominado por crisis de subsistencia y «crisis de trabajo», desemboca en la Revolución de octubre de 1934, en que estallan intentos revolucionarios de mineros comunistas y anarquistas.
En el desarrollo de esta huelga de carácter revolucionario, es ocupada la villa en la mañana del domingo 7 de octubre de 1934 por grupos de mineros procedentes de las cuencas de Villablino, Páramo del Sil, Fabero, Matarrosa y Toreno, una ocupación que durará hasta las diez de la noche y durante la cual se producen diversos actos de saqueo de domicilios, empresas, comercios, establecimientos públicos y privados, culminando con la quema de los enseres religiosos existentes en la iglesia parroquial de San Pedro y, finalmente, de la propia iglesia. Una hoguera que será alimentada, así mismo, con los archivos municipal y judicial, que son arrojados al fuego, pretendiendo incendiar a su vez el consistorio, pero, ante las súplicas de las mujeres cuyos hogares lindaban con el edificio, desisten.
Unos hechos que, además del desasosiego emocional de todas las personas implicadas, propicirán la ruina y desolación de los templos de Bembibre, Matarrosa, Pradilla, Santa Marina del Sil, Rodanillo y Villar de las Traviesas, lo que supone unas perdidas significativas e irreemplazables sobre el legado archivístico, histórico y patrimonial de estos lugares, a las que se suman las pérdidas de archivos y documentos administrativos y municipales.
Siglo XXI
En 2023 la villa fue declarada bien de interés cultural, con la categoría de conjunto histórico.

## Demografía
Bembibre cuenta con una población de 8158 habitantes (INE 2024).
| Gráfica de evolución demográfica de Bembibre entre 1842 y 2021                                                      |
| |
| Población de derecho según los censos de población del INE Población de hecho según los censos de población del INE |

La demografía está muy unida a la actividad minera del carbón, en decadencia desde final del siglo XX, con la empresa Carbones Arlanza como remanente, y explotaciones ya cerradas, como Antracitas Arlanza, Mina Los Compadres y Antracitas del Bierzo.

#### Núcleos de población
El municipio se divide en varios núcleos de población, que poseían la siguiente población en 2024 según el INE.
| Núcleo de población   | Población | Hombres | Mujeres |
| --------------------- | --------- | ------- | ------- |
| Bembibre              | 7241      | 3460    | 3781    |
| San Román de Bembibre | 412       | 205     | 207     |
| Viñales               | 189       | 92      | 97      |
| Rodanillo             | 96        | 54      | 42      |
| Losada                | 83        | 38      | 45      |
| Arlanza               | 63        | 37      | 26      |
| San Esteban del Toral | 56        | 31      | 25      |
| Santibáñez del Toral  | 45        | 21      | 24      |
| Labaniego             | 14        | 9       | 5       |
| Total T.M.            | 8199      | 3947    | 4252    |

#### Mapa de poblaciones
| Mapa de localización e identificación de núcleos de población en el T.M.. Pulse el mapa para mapa interactivo. |                      |                       |
| Arlanza | Bembibre             | Labaniego             |
| Losada | Rodanillo            | San Esteban del Toral |
| San Román de Bembibre | Santibáñez del Toral | Viñales               |
| Notas de uso: - Pulsando sobre el icono azul se accede a un mapa interactivo en la misma pestaña, con diversas opciones, incluida la de cierre con una X y regreso a este listado. Puede abrir el mapa en otra ventana o pestaña con el botón derecho de su ratón, Abrir enlace en una.... - El Socuello, anteriormente, hasta 1965, pedanía de Castropodame, también forma parte del TM de Bembibre. |                      |                       |

### Religión

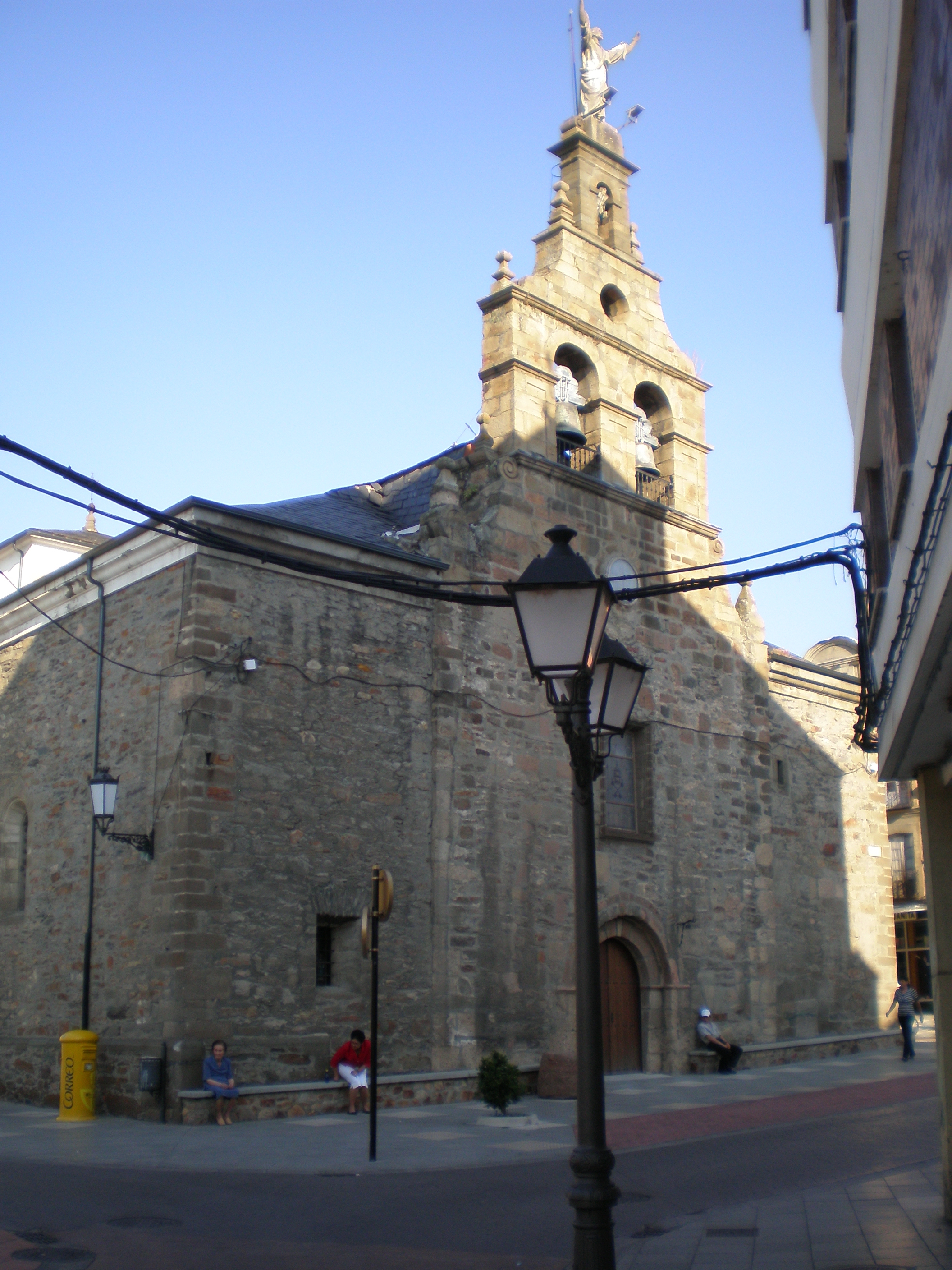
Iglesia parroquial de San Pedro Apóstol en Bembibre, fue sinagoga hasta el

Puerta de Santiago o del Perdón

La religión preponderante en Bembibre es, desde el advenimiento del cristianismo a las tierras que conformarían el reino de León, el catolicismo, suponiéndose, al igual que en cualquier otra sociedad, la existencia previa de algún tipo de religión politeísta, con influencias de ancestrales religiones o ritos paganos, propios de los astures, pudiendo existir influencias de los dioses romanos a través de su ocupación o romanización. Unas influencias de la cultura del imperio romano extendida a través de la Vía Nova, que atraviesa el asentamiento sobre el que se basa Bembibre, con Interamnium Flavium en su área de influencia.
Ya en tiempos más próximos, se tienen referencias históricas sobre una población de religión hebraica, quizás desde 1331, que debió constituir una aljama importante, a juzgar por las noticias que sobre ella existen, con la que, incluso, se mantuvieron pleitos por una sinagoga que, según diversos historiadores, sería la actual iglesia parroquial de San Pedro.
No se tienen noticias, en esos tiempos, de la creencia musulmana, la otra gran religión que tuvo presencia significativa en la península ibérica, salvo algunas razias esporádicas, que causaban devastación y ruina, pero sin establecimiento permanente que se conozca.
Estos condicionantes religiosos cambiaron en los años 60-70 del siglo XX con la llegada de un flujo importante de inmigración, al calor del boom minero que se vivió en esa época, inmigración procedente de muy diversos lugares y países que, obviamente, trajeron sus costumbre, hábitos y religiones.
Bembibre se adscribe al arciprestazgo del Boeza, dentro de la diócesis de Astorga, girando su vida religiosa en torno a la iglesia parroquial de San Pedro, con una especial advocación hacia el Santo Ecce-Homo, usual y simplemente El Santo, imagen venerada en su templo, el Santuario del Santo Ecce-Homo.
Una advocación que tutela la Cofradía de los Hermanos del Santo Ecce-Homo, anteriormente de la Santa Resurrección y Vera Cruz, existiendo, en torno a 1749 y según el catastro de Ensenada, otras cofradías, como la Cofradía de Ánimas y la de Nuestra Señora de las Angustias, ambas con propiedades en el lugar, hoy en día desaparecidas.

#### Inmatriculaciones
Durante el periodo comprendido entre 1998 y 2015 la Iglesia católica en España ha inmatriculado diferentes inmuebles, un proceso sujeto a cierta polémica según determinados autores, entre ellos el Secretario de Estado de Relaciones con las Cortes y Asuntos Constitucionales del Gobierno de España, quien afirma que «los artículos 206 de la Ley Hipotecaria y 304 del Reglamento Hipotecario, que permitieron las inmatriculaciones a nombre de la iglesia católica, son a todas luces inconstitucionales en cuanto vulneran los artículos 14 y 16 de la Constitución española.»
Entre los bienes inmatriculados se encuentra una serie de ellos localizados en el término municipal de Bembibre, tal y como figura en «Listado Bienes Iglesia Católica - Definitivo, Página №.333 de 931 (Pg. 1015) del «Estudio sobre la inmatriculación de bienes inmuebles de la iglesia católica» publicado por el Ministerio de la Presidencia, Relaciones con las Cortes y Memoria Democrática del Gobierno de España el 16 de febrero de 2021.
El resumen de los bienes inmatriculados en el TM de Bembibre, según este estudio, son los que se exponen en tabla que sigue.
| Tipo     | Iglesias | Viviendas | Solares | Ermitas | Edificios | Complejo residencial | Botiquín y lavandería | Complejo residencia – Invernadero |
| Cantidad | 7        | 2         | 1       | 3       | 1         | 1                    | 1                     | 1                                 |

### Transporte y comunicaciones

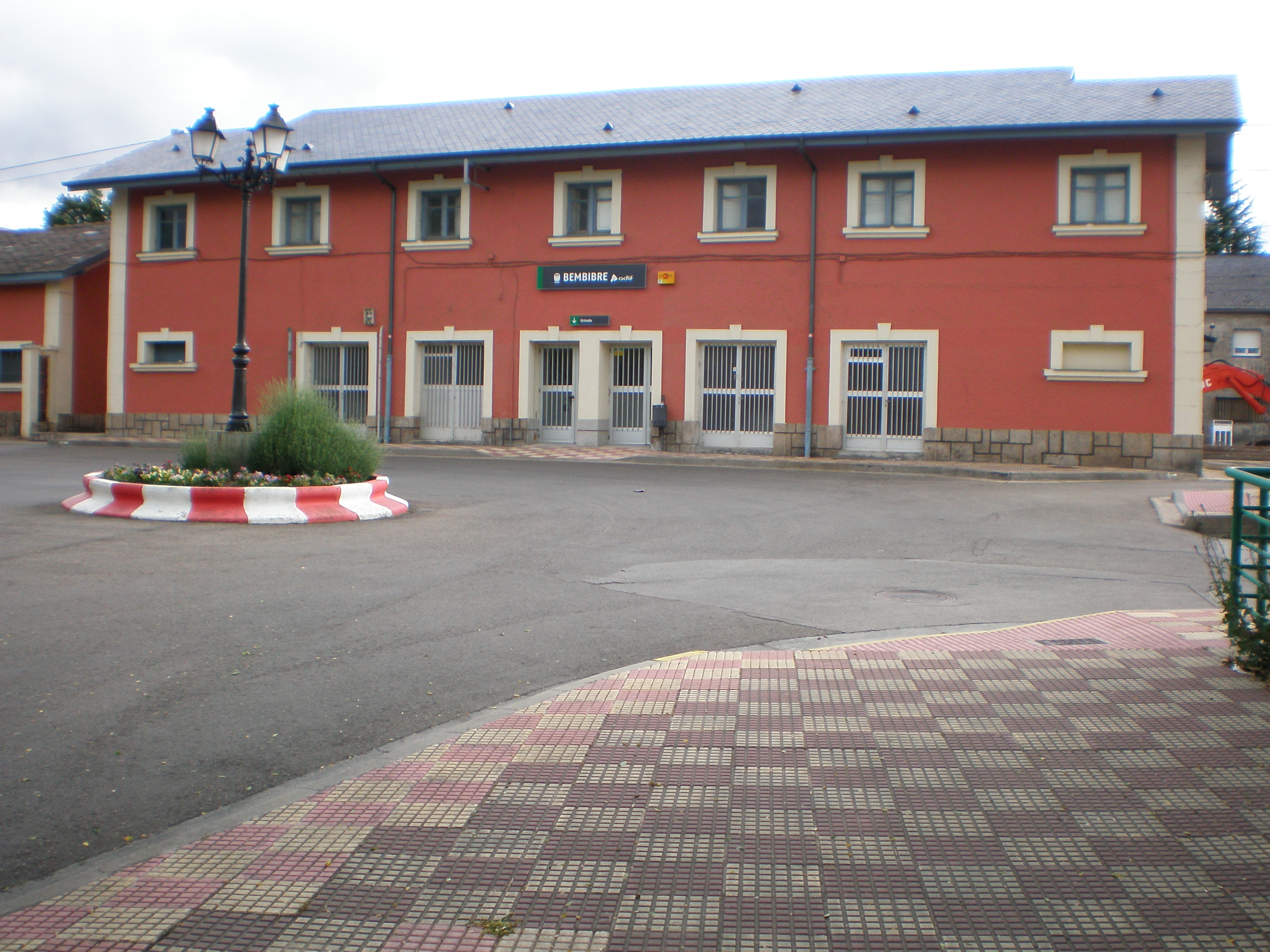
Estación de Bembibre

#### Ferrocarril
Bembibre cuenta con una estación de ferrocarril propiedad de Adif ubicada en el barrio de Socuello desde donde parten trenes operados por Renfe hacia destinos como Ponferrada, León, La Coruña, Vigo, Valladolid, Madrid, País Vasco, Zaragoza o Cataluña.

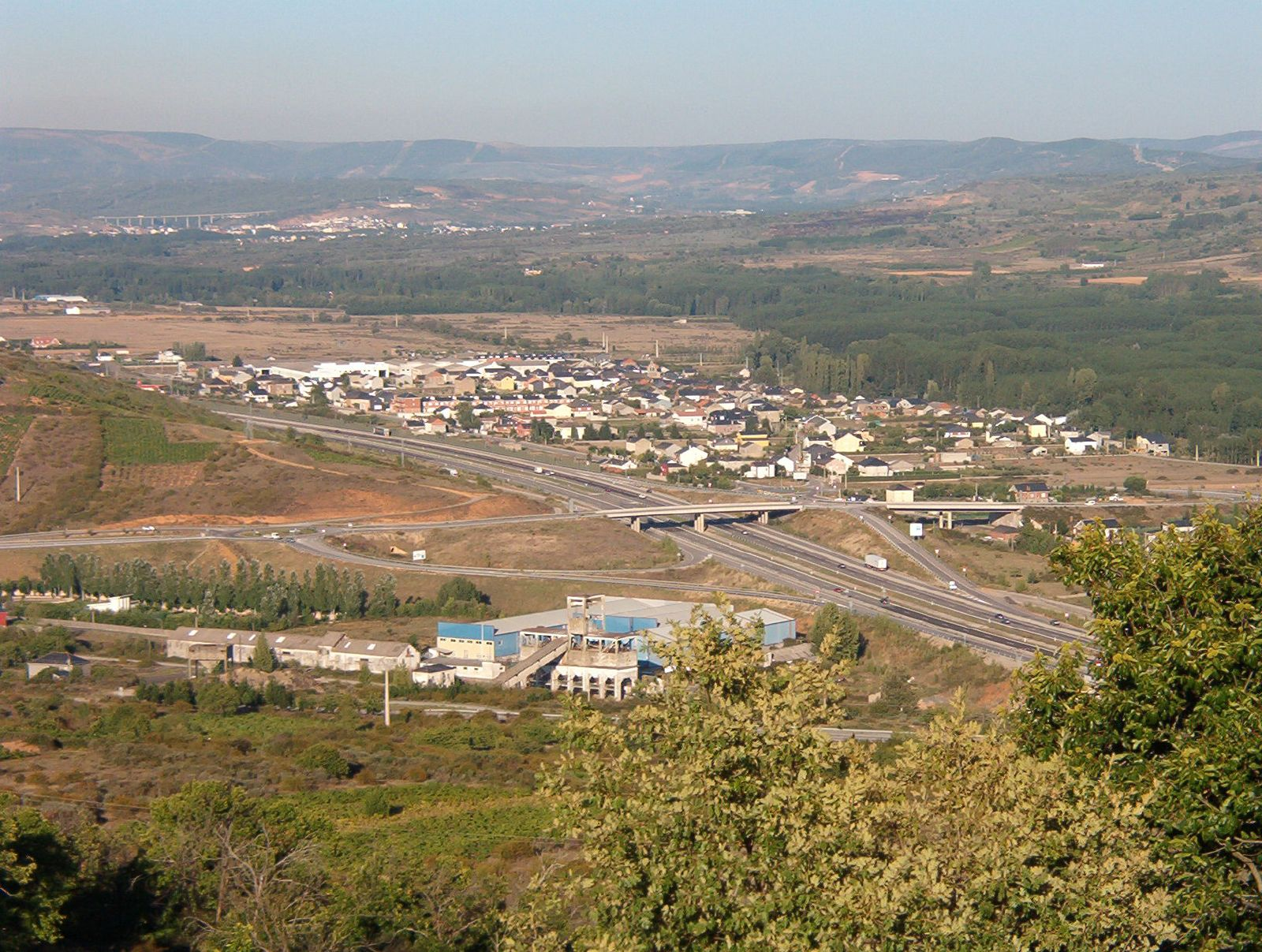
Vista del corredor de la A-6, con Almázcara en primer plano y Bembibre al fondo

#### Carreteras
El municipio se encuentra en el corredor de la A-6. Bembibre es origen también de varias carreteras locales y vecinales que conectan con otros municipios y pueblos del municipio; entre las primeras se encuentran la LE-463 y la LE-114.

#### Transporte aéreo
El aeropuerto de León, que entró en servicio en 1999, es el aeropuerto más cercano, encontrándose a 98 km de Bembibre.

## Administración y política

### Gobierno municipal
La administración local del municipio corre a cargo de un ayuntamiento de gestión democrática, cuyos componentes –concejales– se eligen cada cuatro años por sufragio universal. El censo electoral está compuesto por todos los residentes empadronados en Bembibre mayores de 18 años, nacionales de España y de los otros países miembros de la Unión Europea. Según lo dispuesto en la Ley del Régimen Electoral General, que establece el número de concejales elegibles en función de la población del municipio, la corporación municipal está formada por 13 concejales.
Desde tiempos inmemoriales han existido distintos representantes de la Villa, teniendo constancia documentada de los que ejercieron esa responsabilidad desde 1898, iniciándose, en 1979, tras las primeras elecciones democráticas, un periodo dominado por mandatos cuatrienales, de acuerdo con las convocatorias electorales y los resultados obtenidos en las mismas, asumiendo la persona elegida el cargo de «Alcalde Presidente del Ayuntamiento de Bembibre».
Este representante lo es del municipio de Bembibre, existiendo en su término municipal ocho Entidades Locales de Ámbito Territorial Inferior al Municipal que son representadas por el alcalde pedáneo elegido entre los vecinos de dicha entidad local.
| Periodo   | Nombre                    | Partido | Partido                                  |
| --------- | ------------------------- | ------- | ---------------------------------------- |
| 1979-1983 | Mansilla Mansilla         |         | Unión de Centro Democrático (UCD)        |
| 1983-1987 | Antonio Rey Pérez         |         | Independientes por Bembibre              |
| 1987-1989 | Antonio Rey Pérez         |         | Centro Democrático y Social (CDS)        |
| 1989-1991 | José Eloy García Iglesias |         | Centro Democrático y Social (CDS)        |
| 1991-1995 | Jesús Esteban Rodríguez   |         | Independientes por Bembibre              |
| 1995-1999 | Jesús Esteban Rodríguez   |         | Partido Socialista Obrero Español (PSOE) |
| 1999-2003 | Jaime González Arias      |         | Partido Popular (PP)                     |
| 2003-2011 | Jesús Esteban Rodríguez   |         | Partido Socialista Obrero Español (PSOE) |
| 2011-2019 | José Manuel Otero Merayo  |         | Partido Popular (PP)                     |
| 2019-act. | Silvia Cao Fornís         |         | Partido Socialista Obrero Español (PSOE) |

| Partido político                         | 2023  | 2023  | 2023       | 2019  | 2019  | 2019       | 2015  | 2015  | 2015       | 2011  | 2011  | 2011       | 2007  | 2007  | 2007       |
| Partido político                         | %     | Votos | Concejales | %     | Votos | Concejales | %     | Votos | Concejales | %     | Votos | Concejales | %     | Votos | Concejales |
| Partido Socialista Obrero Español (PSOE) | 37,58 | 1601  | 6          | 46,37 | 2292  | 7          | 35,91 | 1772  | 5          | 34,74 | 1997  | 7          | 43,95 | 2403  | 9          |
| Partido Popular (PP)                     | 31,00 | 1321  | 4          | 22,39 | 1107  | 3          | 46,29 | 2284  | 7          | 54,35 | 3124  | 10         | 43,56 | 2382  | 8          |
| X Bembibre                               | 12,41 | 529   | 1          | —     | —     | —          | —     | —     | —          | —     | —     | —          | —     | —     | —          |
| Coalición por El Bierzo (CB)             | 8,77  | 374   | 1          | 6,79  | 336   | 1          | 10,92 | 539   | 1          | —     | —     | —          | —     | —     | —          |
| Unión del Pueblo Leonés (UPL)            | 6,24  | 266   | 1          | 4,75  | 235   | 0          | —     | —     | —          | —     | —     | —          | —     | —     | —          |
| Ciudadanos (CS)                          | —     | —     | —          | 15,60 | 771   | 2          | —     | —     | —          | —     | —     | —          | —     | —     | —          |

La gestión ejecutiva municipal se organizada en distintas áreas agrupadas, a su vez, bajo la responsabilidad del concejal del equipo de gobierno que actúa como delegado/a en esas áreas de su competencia.
Esta organización se estructura del modo que mejor se crea para el desarrollo de las políticas pretendidas por el equipo de gobierno, según su programa y objetivos, siendo competencia de la alcaldía su definición.
El equipo de gobierno forma parte, así mismo, de distintos patronatos, consejos sectoriales, juntas locales y comisiones en que representa a la Villa de Bembibre.
Por otro lado, los grupos de la oposición participan en la gestión del ayuntamiento y en diversas comisiones y patronatos, según su representación y acuerdo adoptados por la corporación.
Bembibre forma parte del partido judicial de Ponferrada, el número cuatro de los siete en que se divide la provincia de León, y del que forman parte los treinta y ocho municipios pertenecientes a la comarca de El Bierzo.

## Equipamientos y servicios
La Junta de Castilla y León posee las competencias concernientes a distintas áreas, como
- Sanidad, siendo gestionados los servicios sanitarios del municipio a través del Sacyl.[44]
- Educación, administración ejercida por la Consejería de Educación, encargada de la gestión tanto del profesorado como de los centros educativos
- Ordenación del territorio, urbanismo y vivienda y otras, de acuerdo al Estatuto de Autonomía de Castilla y León[45]

Educación
- Escuela de educación infantil Pradoluengo
- Colegio público (CP) Menéndez Pidal
- Colegio de educación infantil y primaria (CEIP) Santa Bárbara
- Colegio Rural Agrupado (CPR) El Redondal de Matachana
- Instituto de educación secundaria (IES) Álvaro Yáñez
- Instituto de educación secundaria (IES) El Señor de Bembibre
- Colegio concertado (CC) Virgen De La Peña
- Centro de educación de personas adultas (CEPA) Maestra Susana González
- Escuela municipal De Bembibre

Sanidad
El sistema sanitario de la villa se divide entre las prestaciones del sistema público de salud, gestionado por Sacyl (Sanidad Castilla y León), y las que realiza la medicina privada, presente a través de diversas consultas, un sistema complementado con un nutrido número de dispensarios de medicamentos o farmacias.
La atención primaria es prestada en el centro de salud de Bembibre, estando en avanzada fase de construcción un nuevo centro de salud, lo que reforzará los servicios y atención a sus habitantes.
Camposanto

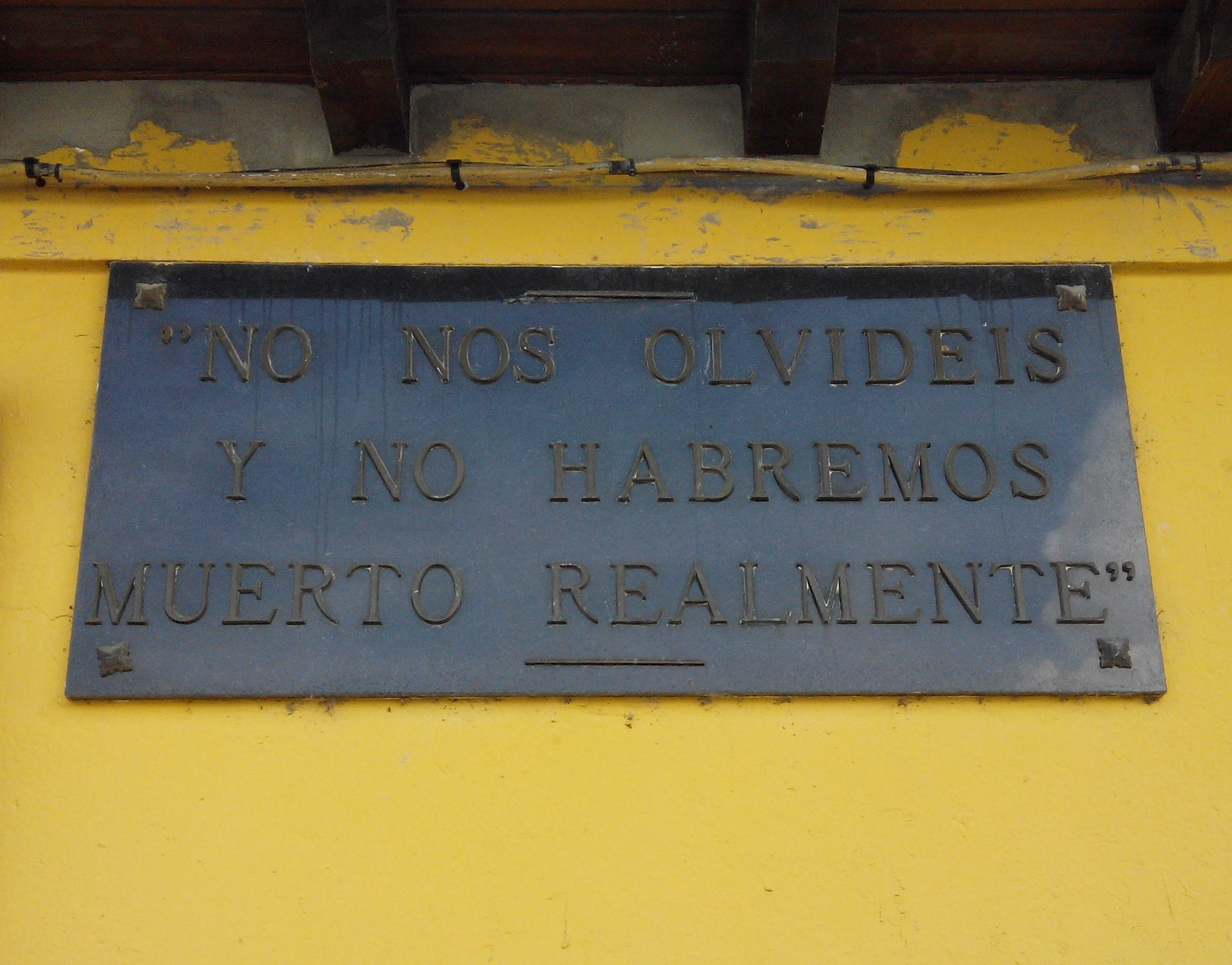
Lema en camposanto de Bembibre

El cementerio municipal de Bembibre, dependiente de la Concejalía de Medioambiente, Sanidad y Participación Ciudadana de su Ayuntaminto, se encuentra situado al este de la Villa, en la salida hacia Astorga y Madrid, poco después del Santuario del Santo Ecce-Homo, entre el antiguo Camino Real, posterior carretera nacional VI, y la zona conocida como Las Linares.
Se trata de un servicio público destinado a la prestación de los servicios funerarios que establecen sus normas funcionales, estando capacitado y dotado del equipamiento adecuado para la preservación de los elementos propios de un camposanto, proporcionando, así mismo, acomodo y equipamiento para visitantes.
Ubicada sobre el muro exterior, junto a la puerta de acceso, se encuentra una placa con el lema «No nos olvidéis y no habremos muerto realmente», un lema que adquiere todo su sentido en la Conmemoración de los Fieles Difuntos, conmemoración anual que tiene lugar el 2 de noviembre, aun cuando, por tradición, distintos actos litúrgicos y sociales se celebran el Día de Todos los Santos, el uno de noviembre.
| Cementerio de Bembibre — Pulse para mapa interactivo |

Seguridad ciudadana
Bembibre cuenta con dotación de la Guardia Civil, en su acuartelamiento, así como policía local que se encargan de velar por la seguridad ciudadana, tanto en relación con la delincuencia como al mantenimiento del orden, complementada su actuación, en caso de necesidad, como eventos y otras circunstancias, por Protección Civil y la Asamblea Local y Comarcal de la Cruz Roja.
Al igual que en el resto de Castilla y León, está operativo el sistema de Emergencias 112, que atiende cualquier situación de urgencia o emergencia.
Servicios sociales
El Patronato de la Residencia Tercera Edad El Santo rige esta residencia geriátrica o de 3.ª edad, estando compuesto el mismo, según estatutos dados en el momento de su creación, por el alcalde como presidente nato, siendo el presidente efectivo el alcalde delegado del área de Bienestar Social o correspondiente. Forman parte, así mismo, un representante de cada grupo político de la corporación, a los que se suman los dos párrocos de Bembibre, los directores de la propia Residencia y de la extinta Caja España, además del representante de la gerencia de servicios sociales y de las asociaciones de vecinos.
Abastecimiento de alimentos
El abastecimiento de alimentos perecederos, tales como fruta, verdura, carne y pescado, es surtido por diferentes supermercados, tanto de iniciativa local como de grandes cadenas, existiendo, además, una amplia red de pequeños establecimientos tradicionales de alimentación. Asimismo, cada jueves se celebra el mercado semanal, en las instalaciones del mercado de abastos y calles aledañas, y en el que se puede encontrar ropa, calzado, bisutería, salazones, frutas y verduras.
Este mercado es complementado con diversas actividades que, a lo largo del año, se celebran en la Villa del Boeza, como el tradicional Mercado de Ajos.

## Cultura

### Patrimonio

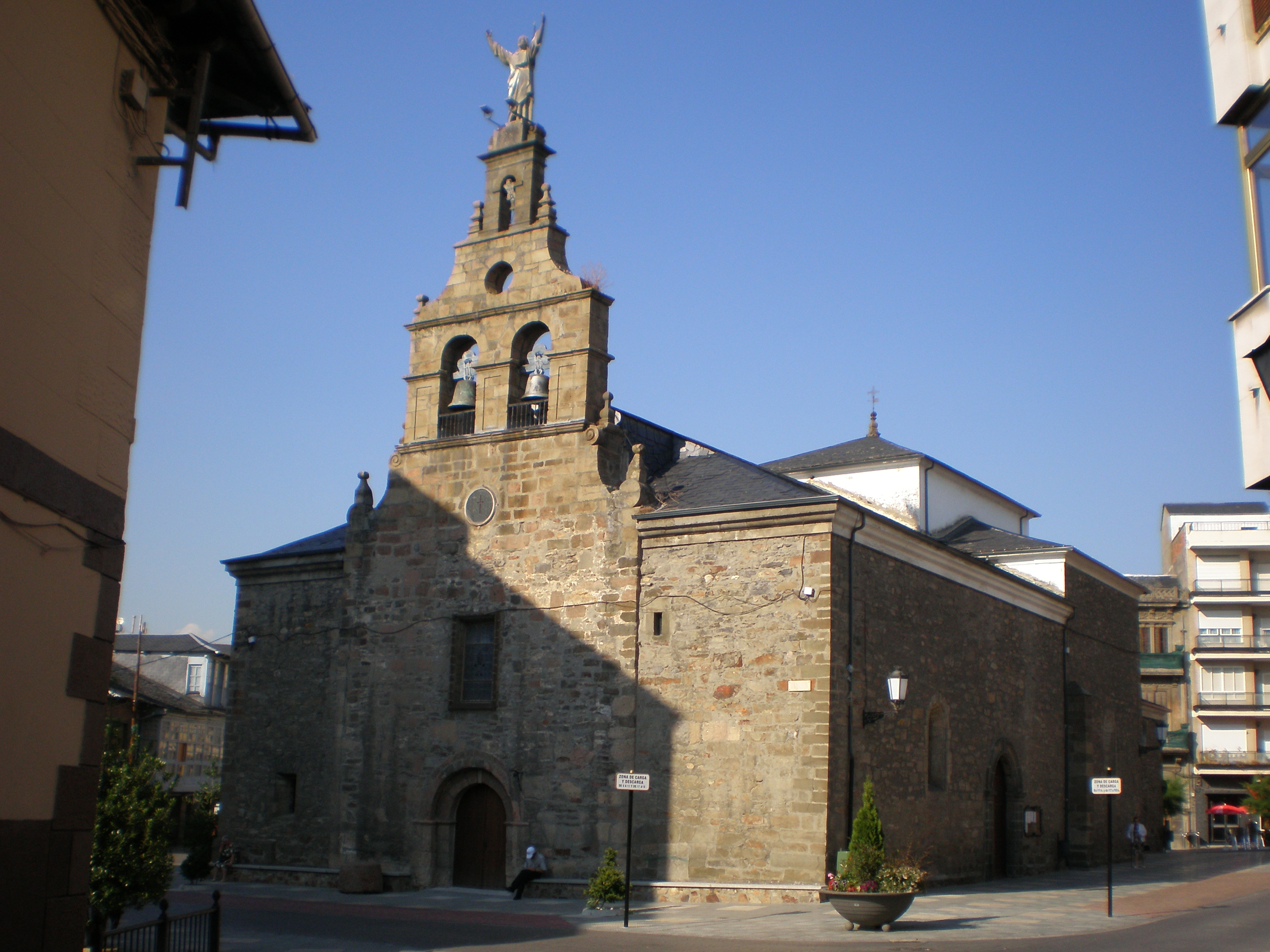
Iglesia parroquial de San Pedro Apóstol

- Iglesia parroquial de San Pedro, de origen románico.
- Santuario (siglo XIX), donde se guarda la imagen del Santo Ecce-Homo, patrón del Bierzo Alto.
- Iglesia parroquial de San Esteban del Toral.
- Casa solariega de la familia Rodríguez.

### Rutas jacobeas
- Bembibre forma parte de la ruta jacobea Camino de Manzanal, que transcurre por la Villa y San Román de Bembibre, así como del Camino Olvidado, que transcurre por Labaniego, Arlanza, Losada y Rodanillo.

### Camino Natural de la Ruta de la Conquista
El Camino Natural de la Ruta de la Conquista es un itinerario que parte de Labaniego, transcurriendo por un rebollar o robledal hasta llegar a San Esteban del Toral, continuando entre cultivos de vid localizados aquí desde tiempos remotos, y que  dieron nombre al pueblo de Viñales. Un itinerario que, tras Rodanillo, entre alcornoques y madroños que aumentan tras sobrepasar Cobrana, con la Ruta Zofreral, finaliza en el vecino Congosto, pudiendo visitarse el Santuario de N.ª Señora de la Peña, «El balcón de El Bierzo», desde el que se pueden contemplar extensas panorámicas del entorno.
Forma parte de la Red de Caminos Naturales, en la que se integran antiguas infraestructuras de transporte, sendas de montaña, de ribera o antiguos caminos históricos, y se dedican a usos senderistas, ciclistas, y en algunos casos ecuestres, lo que permite el acercamiento de la población al medio natural, promoviendo el conocimiento de la naturaleza y los paisajes, así como posibilitando el desarrollo rural de las zonas por las que discurren estos itinerarios.

### Centro cultural Casa de las Culturas
La villa de Bembibre cuenta con un edificio singular, con una fachada de estilo modernista, en el que se ubica el centro cultural de la Villa Casa de las Culturas, edificio situado en la zona céntrica y en el lateral del parque Gil y Carrasco y que fue inaugurado en el año 2008.
En los más de 4000 m² de su interior se ubican el Museo Alto Bierzo, así como otros servicios propios de un centro cultural, como salas de exposiciones, salón de actos, biblioteca municipal con área de telecentro, departamentos administrativos de la Concejalía de Cultura, junto a distintos almacenes y la oficina de turismo, situada en la planta baja.

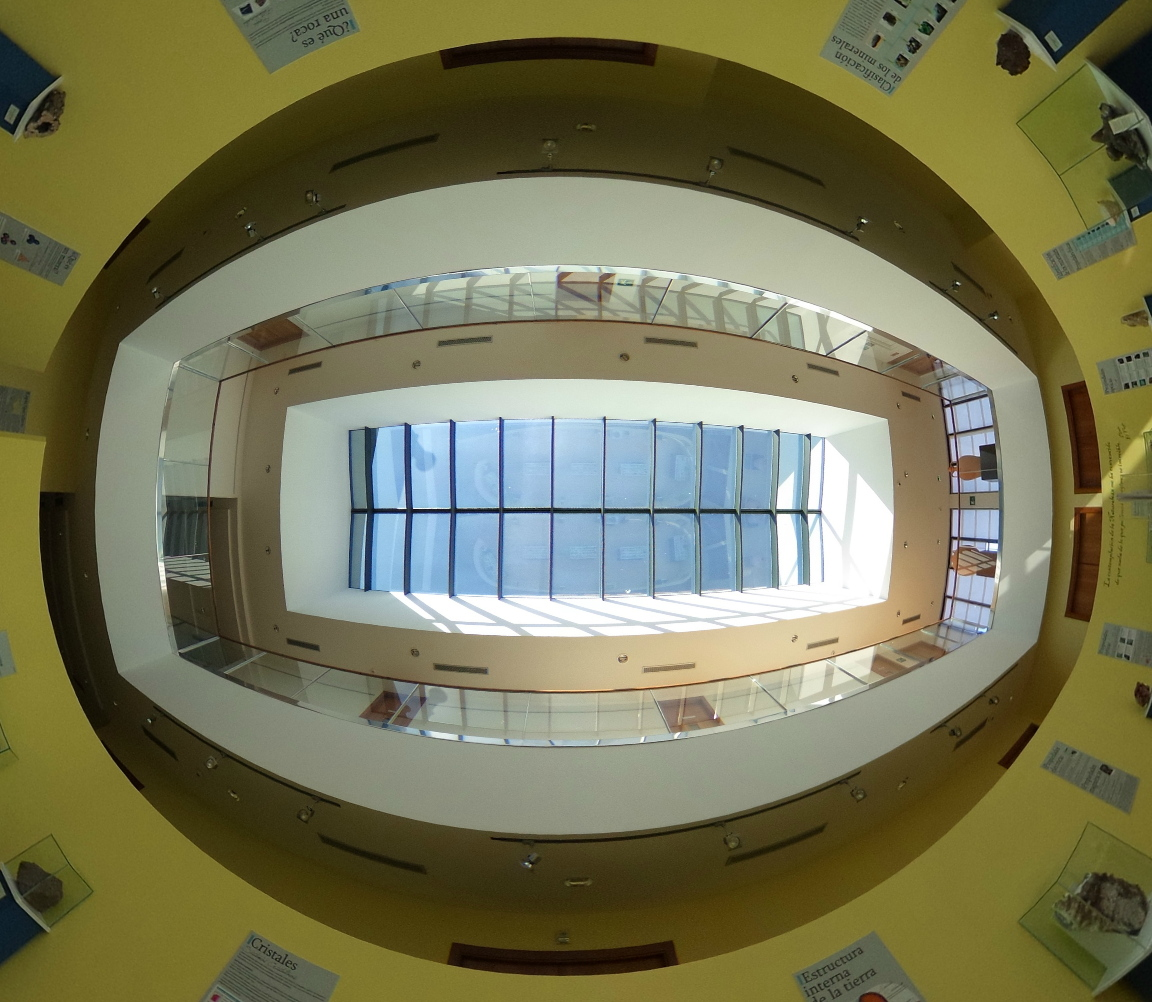
Centro cultural de la Villa Casa de las Culturas – Lucernario
(Pulse para visión omniorámica)

La villa dispone, igualmente, de espacios urbanos peatonalizados y plazas en las que se celebran distintos eventos de todo tipo, como lecturas y rutas teatralizadas, mercados artesanales o de especialidades, convirtiendo sus calles en zonas vivas en que disfrutar de paseos peatonales.

### Museos

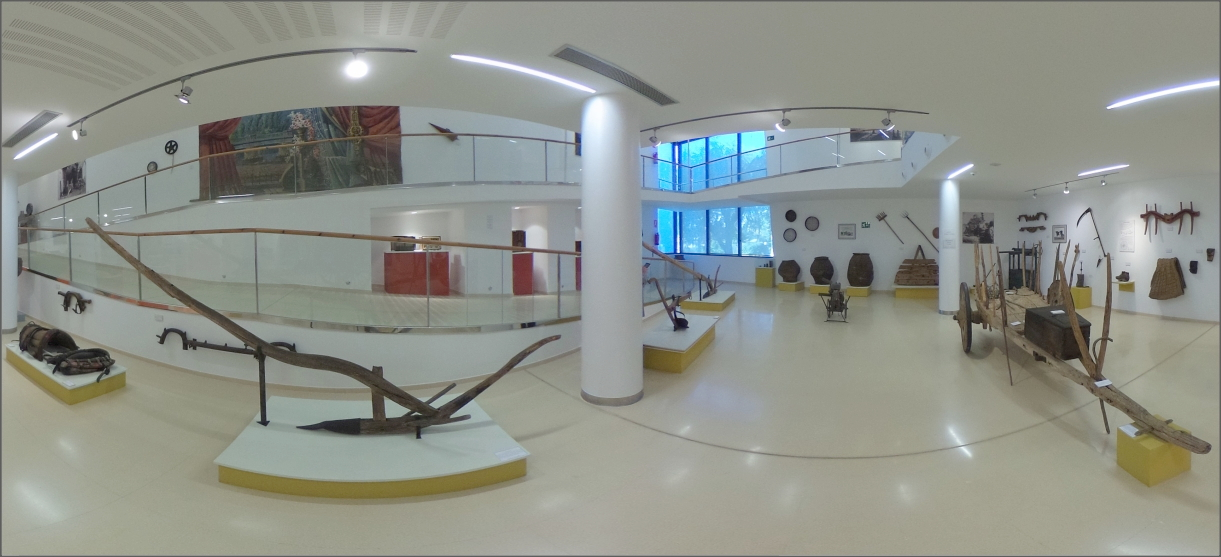
Museo Alto Bierzo - Interplantas
[https://tools.wmflabs.org/panoviewer/#Museo_%22Alto_Bierzo%22_%E2%80%93_Etnograf%C3%ADa.jpg Pulse para visión omniorámica

Museo Alto Bierzo

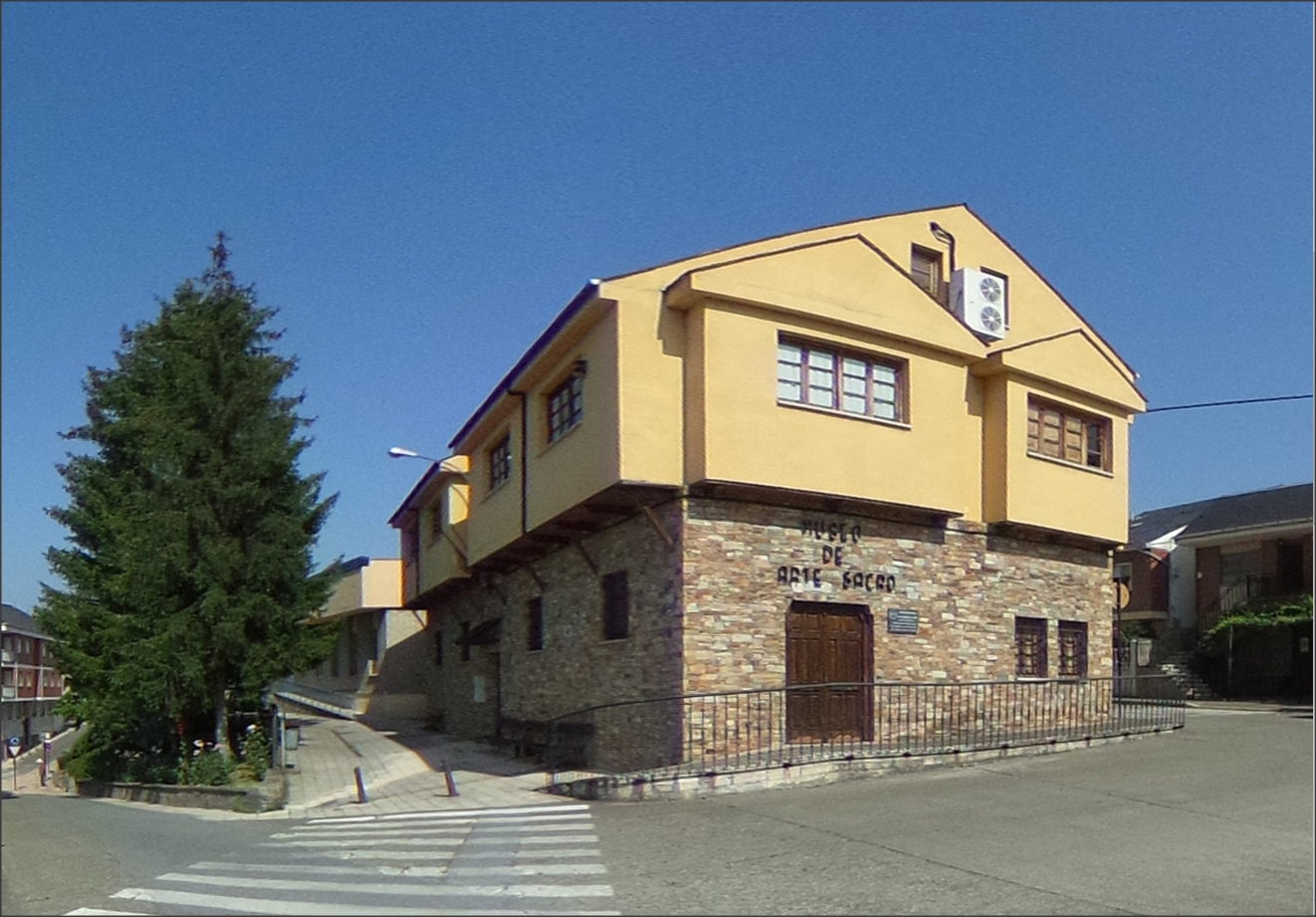
Museo de Arte Sacro de Bembibre
[https://tools.wmflabs.org/panoviewer/#Santo_Ecce-Homo_-_Alameda_y_MAS.jpg Pulse para visión omniorámica

En el centro cultural de la Villa Casa de las Culturas, en un espacio único y continuo que ocupa sus planta baja y primera, se encuentra el Museo Alto Bierzo, que forma parte de la red Sistema de Museos de Castilla y León desde el año 2005, con un programa museográfico que se divide en dos secciones, de Arqueología y Etnografía, exhibiéndose unas 500 piezas de las más de 4000 custodiadas en sus dependencias, alguna de ellas de gran valor.
Un museo distribuido en dos plantas, interconectadas en su interior a través de una rampa que sirve, igualmente, de espacio expositivo, de modo que el propio museo, que posee una superficie de 800 m², y dada su particular estructura y diseño, se erige en un espacio singular.
Museo de Arte Sacro
En las inmediaciones del antiguo Camino Real, posterior carretera nacional VI, en las inmediaciones de El Santo y la Villa Vieja, se encuentra un segundo museo, el Museo de Arte Sacro, también conocido como Museo de El Santo o de la Semana Santa, en el que la Cofradía del Santo Ecce-Homo atesora y conserva todos los pasos que no están al culto en el Santuario y algunos de los pasos que se procesionan durante la Semana Santa.

### Artes escénicas
El Teatro municipal Benevívere, inaugurado en 2004, ocupa el terreno que anteriormente acogía una de las salas de cine comercial de la localidad, el Cinema Paz, sala que es recordada, junto al Cine Gago y el Cine Merayo, con el nombre que los tres dan a las tres salas en que se estructura dicho teatro.
Es, junto con la Casa de las Culturas, ubicada en las proximidades, el epicentro de la actividad cultural local, y está en continua actividad, siendo sede de conciertos, ciclos de cine, obras de teatro y todo lo relacionado con las artes escénicas.

### Folclore y costumbres

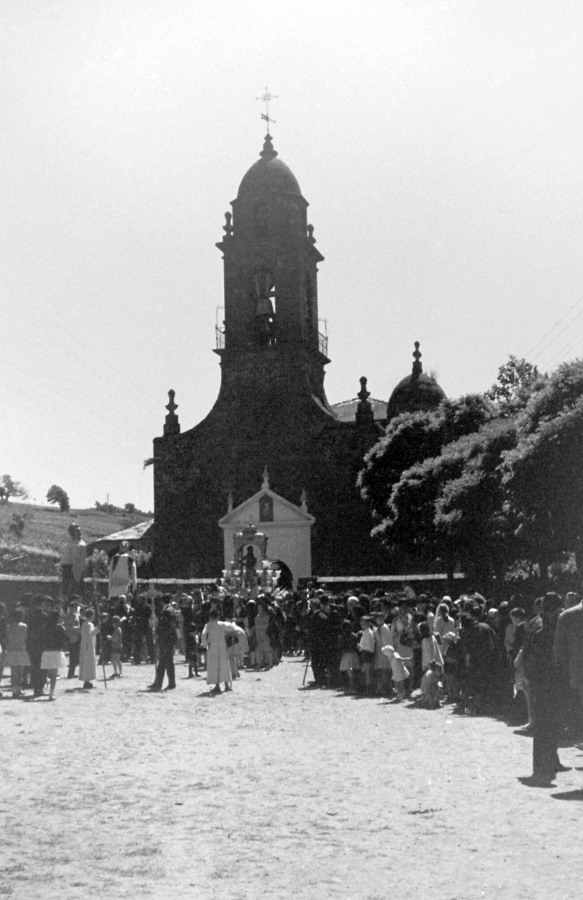
Salida del Santo 1966

- En el mes de febrero se organiza la Fiesta del Botillo, que consiste en una gran comida donde se consumen más de 1000 botillos y a la que acuden personas de toda España. La Fiesta está declarada de Interés Nacional desde 2009.

- En junio tiene lugar la Feria del Mercado Medieval.
- A mediados de septiembre la ciudad celebra sus fiestas patronales, conocidas como las Fiestas del Cristo.

- A finales de junio y cada siete años, se celebra una gran fiesta, llamada la Salida del Santo, durante la cual la imagen del Santo deja el Santuario y se dirige en procesión, escoltado por pendones y cruces de parroquias del Valle del Boeza, hasta la iglesia parroquial de San Pedro, donde permanece nueve días. Durante este tiempo la cofradía del Santo Ecce-Homo paga una pensión.

La imagen del Ecce Homo y su Santuario son muy queridos y venerados en la zona, considerándose el patrono del Bierzo Alto, no solo de la Villa de Bembibre. La tradición dice que un año, sin determinar, la gente sacó al Santo Ecce-Homo del Santuario en procesión para que lloviera, cosa que ocurrió, y desde entonces las gentes del Bierzo Alto, además de las fiestas patronales anuales, honran al Santo sacándolo en procesión cada siete años, previéndose la próxima salida en 2029.
- En la pedanía de San Román de Bembibre se festeja la fiesta de El Carmen (16 de julio), siendo tradición tomar sidra en sus bares y mesones.
- Se celebran otros festejos en cada una de las poblaciones y barriadas que conforman el término municipal de Bembibre

### Gastronomía
El municipio forma parte de la zona de producción de seis productos que sobresalen por su calidad: el vino, la manzana reineta, el pimiento, el botillo, la cecina y la pera.

## Medios de comunicación

### Televisiones autonómicas
- La 7

### Televisiones locales
- La 8 Bierzo

### Publicaciones digitales
- Bembibre Digital

## Localidades hermanadas
La ciudad de Bembibre participa en la iniciativa de hermanamiento de ciudades promovida, entre otras instituciones, por la Unión Europea. A partir de esta iniciativa se han establecido lazos con la localidad de São Domingos, en Cabo Verde.

## Conociendo Bembibre
| Omnioramas de Bembibre |

| Leyenda: Pulse sobre el icono azul o título para situar el elemento sobre el mapa interactivo. |                                      |                                                        |
| Bembibre                                                                                       |                                      |                                                        |
| Edificios religiosos:                                                                          | Iglesia parroquial de San Pedro      | El Santo                                               |
| Museos:                                                                                        | Museo de Arte Sacro de Bembibre      | Museo Alto Bierzo                                      |
| Edificios públicos                                                                             | Centro Cultural Casa de las Culturas | Teatro Benevivere                                      |
| Vías públicas y otros elementos                                                                | Calle Lope de Vega - Centro Cultural | Camposanto de Bembibre                                 |
| Vías públicas y otros elementos                                                                | Estación y línea ferroviaria         | Plaza de la Fuente                                     |
| Vías públicas y otros elementos                                                                | Plazuela Bernardo Alonso Villarejo   | Parque Gil y Carrasco                                  |
| Vías públicas y otros elementos                                                                | Plaza de Santa Bárbara               | Plaza de los Molinos de la Pimienta                    |
| Grupos escultóricos                                                                            | Rotonda del Señor de Bembibre        | A los donantes de sangre                               |
| Grupos escultóricos                                                                            | Estatua Minero “He aquí un Hombre”   | Torre y escudo de armas con espada - Plaza del Palacio |